# Мелён (округ)
Мелён (фр. Melun) — округ (фр. Arrondissement) во Франции, один из округов в регионе Иль-де-Франс (регион). Департамент округа — Сена и Марна. Супрефектура — Мелён.
Население округа на 2006 год составляло 331 048 человек. Плотность населения составляет 248 чел./км². Площадь округа составляет всего 1336 км².